# کلاغ چیهوآهوآن
کلاغ چیهوآهوآن(نام علمی: Corvus cryptoleucus) نام یک گونه از سرده کلاغ است.